# Операция «Флавий»
Операция «Флавий» (англ. Operation Flavius) — операция Особой воздушной службы (SAS), в результате которой были застрелены три члена Временной Ирландской республиканской армии (IRA). Проведена в Гибралтаре 6 марта 1988 года. Три предполагаемых террориста: Шон Сэвидж, Дэниэл Маккен и Майред Фаррелл — подозревались в подготовке взрыва, направленного против британских военнослужащих в Гибралтаре. Бойцы SAS обнаружили их на автозаправочной станции, а затем открыли огонь на поражение. Все трое оказались безоружными, никакой бомбы ни у них, ни в автомобиле, принадлежавшем Сэвиджу, обнаружено не было (взрывчатку обнаружили в автомобиле Фаррелл, оставленном в Испании). Это привело к обвинениям британского правительства в заговоре с целью убийства. В результате проведённого в Гибралтаре расследования было установлено, что спецназ действовал на законных основаниях, однако Европейский суд по правам человека постановил, что, хотя никакого заговора не существовало, планирование и выполнение задания было таким, что применение силы со смертельным исходом было неизбежно. Эти смерти стали первыми в череде кровавых событий следующих двух недель, за ними последовали резня на кладбище Милтаун и убийства капралов в Белфасте.

## Ход операции
С конца 1987 года британские власти были осведомлены, что IRA собирается взорвать бомбу во время церемонии смены караула у резиденции губернатора британской заморской территории Гибралтар. Когда Сэвидж, Маккен и Фаррелл — известные члены IRA — выехали в Испанию, готовясь к нападению, по просьбе британского правительства за ними было установлено наблюдение. В день операции Севидж припарковал свой белый «Рено» на стоянке, использовавшейся для парада; Маккен и Фаррелл были вскоре идентифицированы во время пересечения границы.
После того как военный сапёр сообщил, что автомобиль Сэвиджа следует рассматривать как заминированный, полицейские передали руководство операцией SAS. Когда бойцы стали выдвигаться на позицию для перехвата, Сэвидж отделился от Маккенны и Фаррелл и побежал на юг. Его преследовали двое бойцов, другие два направились к Маккене и Фаррелл. Те, заметив бойцов, стали делать угрожающие движения, в результате чего был открыт огонь и выпущено несколько очередей. Другие бойцы догнали Сэвиджа, он якобы повернулся к ним лицом и стал рыться в куртке; после этого также было произведено несколько выстрелов. Впоследствии было установлено, что все убитые были безоружными, а в автомобиле Сэвиджа не было обнаружено никаких взрывчатых веществ. Однако ключи, найденные на Фаррелл, привели к её автомобилю, оставленному на парковке в Испании, в котором имелось большое количество взрывчатки. 

## Реакция
Примерно через два месяца после событий на британском телевидении был показан документальный фильм «Смерть на скале» (Death on the Rock). На основе реконструкции событий и свидетельствах очевидцев, он предложил рассмотреть версию, что члены IRA были незаконно лишены жизни. Фильм вызвал неоднозначную реакцию, несколько британских газет назвали его «судом по телевизору» (англ. trial by television).

## Расследование
Расследование смертей началось в сентябре 1988 года. По утверждению официальных представителей Великобритании и Гибралтара за группой проследили до аэропорта Малаги, где испанская полиция её потеряла. О троице ничего не было известно, пока Сэвидж не был замечен на стоянке в Гибралтаре. Бойцы SAS объяснили решение открыть огонь на поражение опасением, что подозреваемые потянулись за оружием или дистанционным взрывателем. Среди гражданских лиц, которые дали показания, были те, кого представили в фильме «Смерть на скале». Свидетели утверждали, что видели три выстрела, не сопровождавшиеся предупреждением, а подозреваемые стояли с поднятыми руками или лежали на земле. Кеннет Аскес, утверждавший в фильме, что видел, как боец SAS выстрелил в Сэвиджа, когда тот лежал на земле, во время следствия отказался от показаний, заявив, что на него оказывали давление. 
30 сентября 1988 года жюри присяжных вынесло вердикт о законности применения силы. 
Недовольные решением семьи погибших направили дело в Европейский суд по правам человека. Суд в 1995 году признал, что операция нарушала статью 2 Европейской конвенции о правах человека, так как власти не арестовали подозреваемых на границе, что в сочетании с информацией, переданной бойцам SAS, сделало применение силы практически неизбежным. Это решение используется в качестве образца в случае оценки применения силы со стороны государства.